# Есмаілабад (Решт)
Есмаілабад (перс. اسماعيل اباد) — село в Ірані, у дегестані Кате-Сар-е-Хомам, у бахші Хомам, шагрестані Решт остану Ґілян. За даними перепису 2006 року, його населення становило 57 осіб, що проживали у складі 14 сімей.

## Клімат
Середня річна температура становить 14,28 °C, середня максимальна – 28,37 °C, а середня мінімальна – -0,34 °C. Середня річна кількість опадів – 1198 мм.
| Клімат поселення                              | Клімат поселення | Клімат поселення | Клімат поселення | Клімат поселення | Клімат поселення | Клімат поселення | Клімат поселення | Клімат поселення | Клімат поселення | Клімат поселення | Клімат поселення | Клімат поселення | Клімат поселення |
| Показник                                      | Січ.             | Лют.             | Бер.             | Квіт.            | Трав.            | Черв.            | Лип.             | Серп.            | Вер.             | Жовт.            | Лист.            | Груд.            |                  |
| Середній максимум, °C                         | 8,64             | 8,62             | 11,50            | 17,55            | 21,80            | 25,30            | 28,37            | 28,00            | 24,78            | 21,01            | 16,29            | 11,92            |                  |
| Середня температура, °C                       | 4,16             | 4,14             | 7,01             | 13,06            | 17,32            | 20,82            | 24,10            | 23,74            | 20,52            | 16,76            | 12,04            | 7,66             |                  |
| Середній мінімум, °C                          | −0,32            | −0,34            | 2,53             | 8,59             | 12,83            | 16,34            | 19,84            | 19,48            | 16,26            | 12,50            | 7,78             | 3,41             |                  |
| Норма опадів, мм                              | 122              | 97               | 88               | 49               | 46               | 31               | 30               | 63               | 135              | 207              | 181              | 149              |                  |
| Середньомісячна швидкість вітру, м/с          | 2.30             | 2.40             | 2.40             | 2.30             | 2.40             | 2.61             | 2.60             | 2.30             | 2.10             | 2.10             | 2.01             | 2.00             |                  |
| Середньомісячна сонячна радіація, кДж/м²·день | 6777             | 8919             | 10897            | 15555            | 19870            | 22096            | 22894            | 19115            | 15612            | 10691            | 8487             | 6524             |                  |
| --------------------------------------------- | ---------------- | ---------------- | ---------------- | ---------------- | ---------------- | ---------------- | ---------------- | ---------------- | ---------------- | ---------------- | ---------------- | ---------------- | ---------------- |
| Джерело:                                      |                  |                  |                  |                  |                  |                  |                  |                  |                  |                  |                  |                  |                  |